# Синг-Синг (фестиваль)

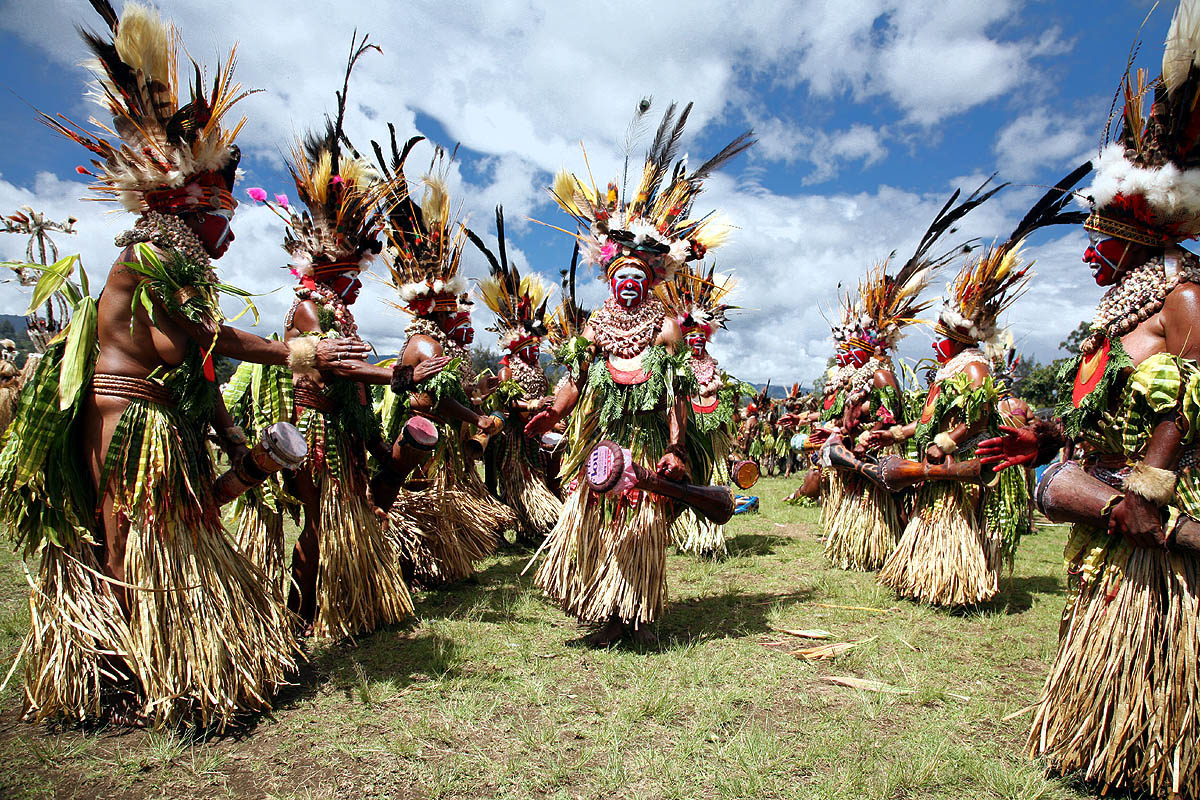
Фестиваль Синг-Синг

Синг-Синг — фестиваль народного танца, один из главных праздников Папуа — Новой Гвинеи. Фестиваль проходит ежегодно 16 сентября в городе Горока. Фестиваль приурочен к главному празднику страны — Дню Независимости Папуа Новой Гвинеи (которую страна получила в 1975 году) и это отличает его от множества других фольклорных фестивалей, которые зачастую проводят практически в каждом районе страны. Это масштабное мероприятие в Папуа — Новой Гвинее.
Фестиваль Синг-Синг проводится у подножия одной из самых высоких гор Папуа Новой Гвинеи — Вильгельм. На фестиваль ежегодно приезжают около 90 папуасских племён из разных уголков Папуа — Новой Гвинеи. Общее количество аборигенов на фестивале достигает 40000 человек. Все племена одеты в национальные костюмы и украшения. Но у каждого племени есть свои отличительные особенности: отдельные элементы одежды, отражающие местность, где проживает данное племя, соответствующий боевой окрас и прочее.
Во время фестиваля все участники соединяются в традиционном танце «синг-синг», бьют в барабаны, смеются, поют, делают ритуальные обряды, общаются. Особо следует выделить именно общение, это очень важный социальный аспект ежегодного фестиваля. Папуасские племена живут обособленно и изолированно, а на фестивале им предоставляется прекрасная возможность познакомиться ближе.
Фестиваль Синг-Синг — очень интересное и весёлое действо, поэтому кроме непосредственных участников шоу, он ещё привлекает множество туристов из разных стран мира. Посещение фестиваля — комфортное и безопасное, местные жители весьма благосклонно относятся к представителям разных рас и народов. Учитывая климат Папуа Новой — Гвинеи, площадка, на которой проводится шоу, оборудован навесами, где можно легко перенести жару.

## Разнообразие племён

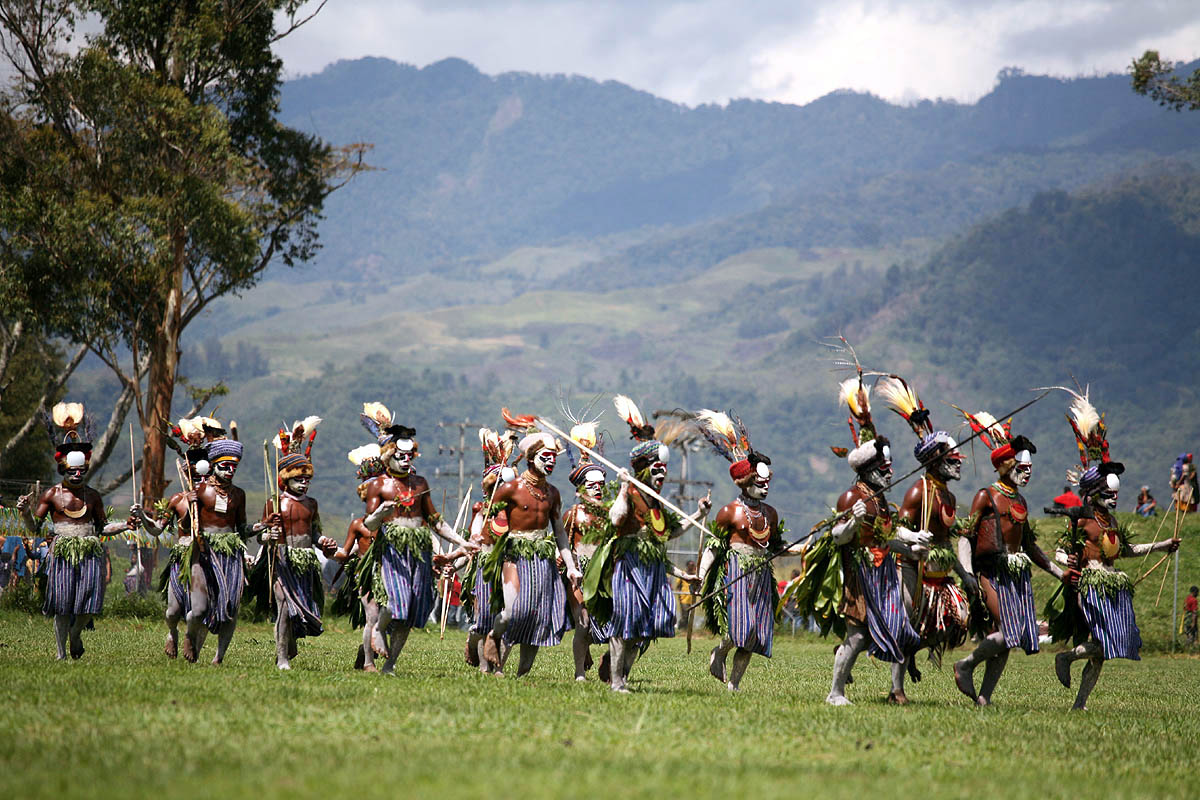

Для создания своих нарядов и образов участники фестиваля используют в основном подручные материалы и инструменты — глину, веревочки, цветы, листья, краски и т. Д. Из всего этого создаются яркие, красочные и необычные наряды и все они уникальны и неповторимы. Жители племени Суле Мули или Рапако известны своими удивительными прическами. Племя Омо Масалай (Omo Masalai) из городка Симбу известны своей жуткой разрисовкой тел в виде скелетов. Такими образами они наводят страх на своих конкурентов. Не менее интересные костюмы у людей из племени Гурурумба или Асар. Всю свою жизнь это племя занимается свиноводством, поэтому в их образах всегда присутствовали свиные головы из глины. Мужчины племени Хули растирают на своём теле красную глину или наносят чёрную краску, лицо же разрисовывают ярко-жёлтой краской. Голову украшают пёстрые шапки, украшенные длинным оперением из перьев райских птиц.
Танцы в общем можно разделить на две группы: боевые и традиционные. Под звучание незамысловатых музыкальных инструментов, каждое племя пытается через танец показать своё мастерство, ловкость, красоту и своеобразие.
Фестиваль «Синг-Синг» совсем молодой, он открылся только в 1961 году, но корнями он уходит в глубокое прошлое. Подобные мероприятия существовали в Папуа — Новой Гвинее раньше, но они носили только межплеменной характер. За десятки лет своего существования «Синг-Синг» объединил сотни враждующих племён и людей.